# Марьевское сельское поселение (Белгородская область)
Ма́рьевское се́льское поселе́ние — муниципальное образование в Красногвардейском районе Белгородской области.
Административный центр — село Марьевка.

## История
В 1958 году Буденновский район переименовали в Красногвардейский, а Марьевский сельсовет этого района состоял из сел Марьевки и Прилепы и деревни Репенка.
К 1972 году в сельсовете осталось лишь два села: Марьевка и Прилепы.
Марьевское сельское поселение образовано 5 октября 2012 года в соответствии с Законом Белгородской области № 139 в результате разукрупнения Стрелецкого сельского поселения.

## Население
| 2013 | 2014 | 2015 | 2016 | 2017 | 2018 | 2019 | 2020 | 2021 |
| ---- | ---- | ---- | ---- | ---- | ---- | ---- | ---- | ---- |
| 768  | ↗771 | ↘732 | ↘705 | ↘682 | ↗695 | ↘694 | ↘680 | ↘546 |

## Состав сельского поселения
| № | Населённый пункт | Тип населённого пункта       | Население |
| - | ---------------- | ---------------------------- | --------- |
| 1 | Марьевка         | село, административный центр | ↘264      |
| 2 | Прилепы          | село                         | ↘327      |
| 3 | Репенка          | село                         | ↘209      |